# Motets de Jean-Philippe Rameau
Jean-Philippe Rameau a composé plusieurs motets pour grand chœur, solistes, orgue et orchestre. Ils ont été composés sur des textes extraits des psaumes, avant son arrivée à Paris en 1723. Ils sont donc antérieurs aux grandes pièces profanes qui ont fait la célébrité du compositeur. Ils ont été probablement plus souvent joués comme pièces de concerts que comme musiques d'église. Le Concert Spirituel, institution musicale sise au Palais des Tuileries, en a d'ailleurs interprété quelques-uns après 1750. À part quelques pièces mineures de jeunesse, il s'agit des seules compositions religieuses du musicien qui a pourtant passé de nombreuses années comme organiste d'église.
On en connaît trois complets (Deus noster refugium, In convertendo (en) et Quam dilecta), les fragments de quelques autres (dont le Laboravi) et des pièces d'attribution plus douteuse.
Ils sont chacun divisés en plusieurs numéros (chœur, solo, duo…) dans la lignée du motet français dont les prédécesseurs célèbres sont Henry Du Mont, Jean-Baptiste Lully, Marc-Antoine Charpentier et Michel-Richard Delalande.